# 川端さき
川端 さき（かわばた さき、1990年3月6日 - ）は、日本の女性モデル。161センチメートル。東京都出身。
二児を有する既婚の母。ギャルママ雑誌『I LOVE mama〔アイラブママ〕』の準専属モデルにあたる『ラブママ24』の一員として著名。

## 来歴
かつては『小悪魔ageha』に読者モデルとして登場していた。のちアイラブママ誌へ移行。同誌の準専属モデルにあたる『ラブママ24』の一員となった。

## 私生活
ホストクラブの代表を務める男性と2009年の6月に結婚し、12月には第一子となる女児を出産。さらに2012年になると第二子を授かり、アイラブママ誌の同年5月号にてその旨の発表を行うに至っている。7月に出産。女児であった。

## 出演

### 雑誌
- 『I LOVE mama』 準専属
- 『小悪魔ageha』 読者

### その他
- テレビ番組：『『ぷっ』すま』（2011年5月17日、テレビ朝日）[4] ― 野田華子、木口千佳、白戸彩花、中津由香里、久保綾音、亀澤有未、仲本沙織、大城真帆、岩田まいり、杉山優美、津久井奈津実、青沼萌子も出演[5]